# Millard Kaufman
Millard Kaufman, né le 12 mars 1917, à Baltimore (Maryland) et mort le 14 mars 2009, à Los Angeles (Californie), est un scénariste et écrivain américain. Il est l'un des créateurs de Mister Magoo.

## Filmographie

### comme scénariste
- 1947: Expanding World Relationships (animation) de David Hilberman (en)
- 1949: Ragtime Bear (animation) de John Hubley
- 1950: Punchy de Leon (animation) de John Hubley
- 1950: Le Démon des armes (Gun Crazy) de Joseph H. Lewis
- 1951: Unknown World de Terry O. Morse
- 1952: Aladdin and His Lamp de Lew Landers
- 1953: Sergent la Terreur (Take The High Ground) de Richard Brooks
- 1955: Un homme est passé (Bad Day at Black-Rock) de John Sturges
- 1957: L'Arbre de vie (Raintree Country) d'Edward Dmytryk
- 1959: La Proie des vautours (Never so Few) de John Sturges
- 1962: Convicts 4 de Millard Kaufman
- 1965: Le Seigneur de la guerre (The War Lord) de Franklin J. Schaffner
- 1972: Living Free de Jack Couffer (en)
- 1974: L'Homme du clan (The Klansman) de Terence Young

### comme réalisateur
- 1962: Convicts 4

### comme producteur
- 1957: L'Arbre de vie (Raintree Country) d'Edward Dmytryk